# Atractylodes japonica
Atractylodes japonica là một loài thực vật có hoa trong họ Cúc. Loài này được Koidz. ex Kitam. mô tả khoa học đầu tiên năm 1935.